# Sondă Bracewell

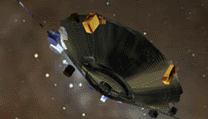
Concepție artistică a unei probe robotice interstelară

O sondă Bracewell este un concept ipotetic pentru o sondă spațială autonomă interstelară lansată cu principala misiune de comunicare cu una sau mai multe civilizații extraterestre. A fost propusă de către astrofizicianul australian Ronald N. Bracewell într-o lucrare din 1960, ca o alternativă la comunicarea radio interstelară între civilizații aflate la distanțe astronomice de ani-lumină. 

## Descriere
O probă Bracewell ar fi construită ca o sondă spațială interstelară robotică autonomă, cu un nivel ridicat de inteligență artificială și cu toate informațiile relevante pe care civilizația de acasă ar putea dori să le transmită unei alte civilizații. Sonda ar căuta civilizații tehnologice - sau, alternativ, va monitoriza lumi în care există probabilitatea de apariție a civilizațiilor tehnologice - și va comunica pe distanțe "scurte" (în comparație cu distanțele interstelare dintre lumile locuite) odată ce a descoperit o civilizație care îndeplinește criteriile sale de contact. Aceasta și-ar face cunoscută prezența sa, va iniția un dialog cu civilizația descoperită și probabil va comunica rezultatele întâlnirii sale către planeta mamă sau către locul ei de origine. În esență, astfel de sonde ar funcționa ca un reprezentant local autonom al civilizației de origine și ar acționa ca punct de contact între culturi. 
Deoarece o sondă Bracewell poate comunica mult mai repede, pe distanțe mai scurte și pe perioade lungi de timp, ea poate comunica cu civilizațiile extraterestre mai eficient decât schimbul de mesaje radio. Dezavantajul acestei abordări este că o astfel de sondă nu pot comunica nimic în plus față de ceea ce a fost stocat în memoria sa, nici criteriile lor de contact sau politicile de comunicare nu pot fi actualizate rapid prin "baza lor de operațiuni". 
Cu toate că o probă Bracewell nu trebuie neapărat să fie o sondă von Neumann, cele două concepte sunt compatibile, iar un dispozitiv de auto-replicare propus de John von Neumann ar accelera foarte mult cercetarea de către sondele Bracewell a unor civilizații extraterestre. 
Este posibil și ca o astfel de sondă (sau un sistem de sonde dacă este lansată ca o probă von Neumann-Bracewell) să dureze mai mult decât civilizația care a creat-o și a lansat-o. 
Au fost depuse eforturi în cadrul proiectelor SETA și SETV pentru a detecta dovezi privind vizitarea sistemului solar prin astfel de sonde ipotetice și pentru a semnala sau a activa o astfel de probă presupusă care ar putea fi latentă în spațiul local. Variațiile timpilor de întârziere a ecoului transmisiilor radio, cunoscute ca ecouri întârziate îndelungate sau LDE (long delayed echoes), au fost, de asemenea, interpretate în lucrarea profesorului Bracewell din 1960 ca o dovadă a acestor sonde.
Despre obiectul apropiat de pământ 1991 VG s-a sugerat inițial ca ar putea fi un candidat pentru o sondă Bracewell datorită caracteristicilor sale neobișnuite. În ultimii ani, după descoperiri suplimentare, caracteristicile 1991 VG nu mai sunt considerate anormale.

## Exemple fictive
- În romanul lui Arthur C. Clarke " Fântânile paradisului", sonda extraterestră Starglider este un exemplu de sondă Bracewell. În povestea lui Clarke Santinela, mai târziu adaptată în filmul 2001: O Odisee Spațială, "Monolitul" pare a fi o probă Bracewell plasată pe Lună pentru a se asigura că numai o civilizație capabilă de zbor spațial ar putea să o descopere.
- Alien Planet este o emisiune specială de 94 de minute care a fost difuzată pe Discovery Channel în 2005 despre două sonde robotice construite pe plan internațional și despre nava lor mamă, totul pentru căutarea vieții extraterestre pe planeta fictivă Darwin IV.
- Sondele Bracewell sunt descrise în romanul Existence din 2012 scris de David Brin.
- În Star Trek: Filmul, o sondă fictivă de clasă Voyager a fost modernizată și refăcută de o civilizație extraterestră. A obținut atât de multe informații, încât a devenit conștientă de sine și a revenit "acasă" pentru a împărtăși ceea ce a învățat
- În episodul Star Trek: Generația următoare "Lumina interioară", o sondă Bracewell     transmite căpitanului Picard detalii despre o civilizație dispărută.
- În episodul Star Trek: Voyager  "Friendship One", echipajul are sarcina de a recupera o sondă Bracewell pe care au lansat-o oamenii și o găsesc pe o planetă al cărei locuitori i-au folosit cunoștințele cu rezultate dezastruoase.
- O sondă extraterestră contactează stația spațială Babylon 5 în episodul "A Day in the Strife". Sonda este o probă Bracewell, care cere o serie de întrebări în schimbul unor  noi tehnologii, în medicină și știință, totul în schimbul răspunsurilor la întrebările menționate. Cu toate acestea, dacă sonda primește răspunsurile corecte - dovedind astfel că civilizația care a răspuns este avansată - sonda se detonează cu o putere de 500 megatone, distrugând lumea mamă sau construcții spațiale ale civilizației respective. Acest lucru o face să fie mai mult o sondă berserker.
- Snark, o sondă extraterestră care vizitează Pământul în romanul In the Ocean of Night (1977) scris de Gregory Benford.
- Sondele Bracewell din jocul de rol Eclipse Phase infectează semințele IA create de omenire cu un virus de calculator mortal.[5]
- În episodul Doctorul Who Victory of the Daleks, rasa Dalek creează o sondă Bracewell sub forma unui android uman (denumit Bracewell) și îl trimit pe ascuns pe Pământ în timpul celui de-al doilea război mondial pentru a comunica o povestire despre o falsă acoperire care sî ascundă sosirea rasei Dalek.